# Tord Palander
Tord Folkeson Palander (Estocolmo, 6 de octubre de 1902 – Uppsala 13 de enero de 1972) fue un economista sueco pionero en la investigación regional.
Era hijo del ingeniero civil Folke Palander y de Elin Sandberg. Estudió inicialmente ingeniería química en el Real Instituto de Tecnología, donde se graduó en 1926. Posteriormente, estudió economía en la Universidad de Estocolmo, obteniendo la licenciatura en filosofía en 1931 y el doctorado en filosofía en 1935 con la tesis Beiträge zur Standortstheorie, considerada un clásico en la teoría de la localización. Se desempeñó como docente en economía en el Colegio de Estocolmo desde 1935 hasta 1937 y nuevamente de 1938 a 1941, y en la Universidad de Uppsala de 1937 a 1938. Fue profesor de economía con estadística en la Escuela de Economía de Gotemburgo  de 1941 a 1948 y profesor de economía en la Universidad de Uppsala a partir de 1948.
Durante su tiempo en Estocolmo, Palander formó parte de la "Escuela de Estocolmo" de economistas.
Fue miembro de la Real Academia Sueca de Ciencias de la Ingeniería y de la Real Sociedad de Ciencias de Uppsala.